# Akaiwa
Akaiwa (赤磐市, Akaiwa-shi) est une ville située dans la préfecture d'Okayama, au Japon.

## Géographie

### Situation
Akaiwa est située dans le centre de la préfecture d'Okayama, au nord-est de la ville d'Okayama.

### Municipalités limitrophes
| Kumenan | Misaki  | Wake  |
| Okayama | Akaiwa  | Wake  |
| Okayama | Okayama | Bizen |

### Démographie
En janvier 2020, la population d'Akaiwa s'élevait à 44 177 habitants, répartis sur une superficie de 209,36 km2.

### Climat
Akaiwa a un climat subtropical humide avec des étés très chauds et des hivers frais. La température moyenne annuelle est de 14,5 °C. La pluviométrie annuelle moyenne est de 1 306 mm, septembre étant le mois le plus humide.

## Histoire
Le 7 mars 2005, les bourgs du district d'Akaiwa — San'yō, Akasaka, Yoshii et Kumayama — ont fusionné pour former la nouvelle ville d'Akaiwa.

## Transports
Akaiwa est desservie par la ligne Sanyō de la compagnie JR West à la gare de Kumayama.